# Jamal Blackman
Jamal Clint-Ross Blackman (Londres, Inglaterra, Reino Unido, 27 de octubre de 1993), más conocido como Jamal Blackman, es un futbolista inglés. Juega como guardameta y milita en el Shrewsbury Town F. C. de la League One.

## Trayectoria

### Chelsea
Jamal ha formado parte de la Academia del Chelsea Football Club desde los 13 años de edad. Luego de establecerse en las categorías juveniles, Jamal fue promovido al equipo juvenil en la temporada 2009-10. Sin embargo, Jamal no tuvo la participación deseada, ya que solamente fue llamado a la banca para un partido de liga con el equipo juvenil ante el Fulham F. C., en el cual no debutó, mientras que en la FA Youth Cup, Jamal se desempeñó como el guardameta suplente durante toda la campaña, solo por detrás de Sam Walker.
Para la temporada 2010-11 y, debido a que no había más contendientes, Jamal se quedó con la titularidad absoluta en el equipo juvenil, debutando en la derrota por 3-2 frente al Manchester United el 21 de agosto de 2010. También fue pieza clave durante la incursión del equipo en la FA Youth Cup, teniendo buenas actuaciones frente a equipos como el Sunderland A. F. C. o el Arsenal F. C. y logrando llegar hasta semifinales, en donde sufriría una goleada por 4-0 frente al Manchester United en el encuentro de vuelta disputado en Old Trafford. En total, Jamal logró disputar 30 encuentros en su primera temporada completa con el equipo juvenil. Jamal también logró hacer su debut con el equipo de reservas en noviembre de 2010 frente al Wolverhampton Wanderers y finalizó la campaña con 2 encuentros disputados con las reservas.
En julio de 2011, Jamal fue seleccionado para viajar con el primer equipo a la gira de pretemporada por Asia, debutando en la victoria del Chelsea por 4-0 sobre el Tailandia All-Stars el 23 de julio de 2011 luego de haber entrado de suplente en el minuto 76 por Henrique Hilário.

### Middlesbrough
Jamal fue cedido al Middlesbrough el 1 de septiembre de 2014 donde disputó un solo partido de la Copa de la Liga (Inglaterra) y volvió al Chelsea Football Club el 5 de enero de 2015.  

### Östersunds FK
El 18 de marzo de 2016 fue cedido al Östersunds FK, donde disputó 12 partidos en la Allsvenskan. El 12 de junio de 2016 regresó al Chelsea.

### Wycombe Wanderers
Fue cedido al Wycombe Wanderers el 15 de agosto de 2016.

## Selección nacional
Jamal ha sido internacional con la selección de Inglaterra sub-16 y sub-17. Con la sub-16, Jamal se proclamó campeón de la Victory Shield en 2009.

## Clubes
| Club                             | País           | Año       |
| -------------------------------- | -------------- | --------- |
| Chelsea F. C.                    | Inglaterra     | 2014-2021 |
| Middlesbrough F. C. (cedido)     | Inglaterra     | 2014-2015 |
| Östersunds FK (cedido)           | Suecia         | 2016      |
| Wycombe Wanderers F. C. (cedido) | Inglaterra     | 2016-2017 |
| Sheffield United F. C. (cedido)  | Inglaterra     | 2017-2018 |
| Leeds United F. C. (cedido)      | Inglaterra     | 2018      |
| S. B. V. Vitesse (cedido)        | Países Bajos   | 2019-2020 |
| Bristol Rovers F. C. (cedido)    | Inglaterra     | 2020      |
| Rotherham United F. C. (cedido)  | Inglaterra     | 2020-2021 |
| Los Angeles F. C.                | Estados Unidos | 2021      |
| Huddersfield Town A. F. C.       | Inglaterra     | 2022      |
| Exeter City F. C.                | Inglaterra     | 2022-2023 |
| Burton Albion F. C.              | Inglaterra     | 2023-2024 |
| Shrewsbury Town F. C.            | Inglaterra     | 2024-     |

## Palmarés

### Títulos nacionales
| Título         | Club          | País       | Año     |
| -------------- | ------------- | ---------- | ------- |
| Premier League | Chelsea F. C. | Inglaterra | 2014-15 |

### Títulos internacionales
| Título                 | Club          | Sede | Año  |
| ---------------------- | ------------- | ---- | ---- |
| Liga Europa de la UEFA | Chelsea F. C. | Bakú | 2019 |